# Parafia św. Józefa w Pułtusku
Parafia pw. Świętego Józefa w Pułtusku – parafia należąca do dekanatu pułtuskiego, diecezji płockiej, metropolii warszawskiej. Obejmuje swoim zasięgiem centrum Pułtuska.

## Historia
Została erygowana 7 listopada 1982. Kościół parafialny poreformacki został zbudowany w latach 1648-1650.
Proboszczem jest ks. kan. dr Janusz Kochański.

## Zasięg parafii

### Miejscowości i ulice
W granicach parafii znajdują się miejscowości:
- Pułtusk (część),
- Jeżewo,
- Kacice,
- Koziegłowy,
- Łubienica,
- Olbrachcice

### Liczebność parafian

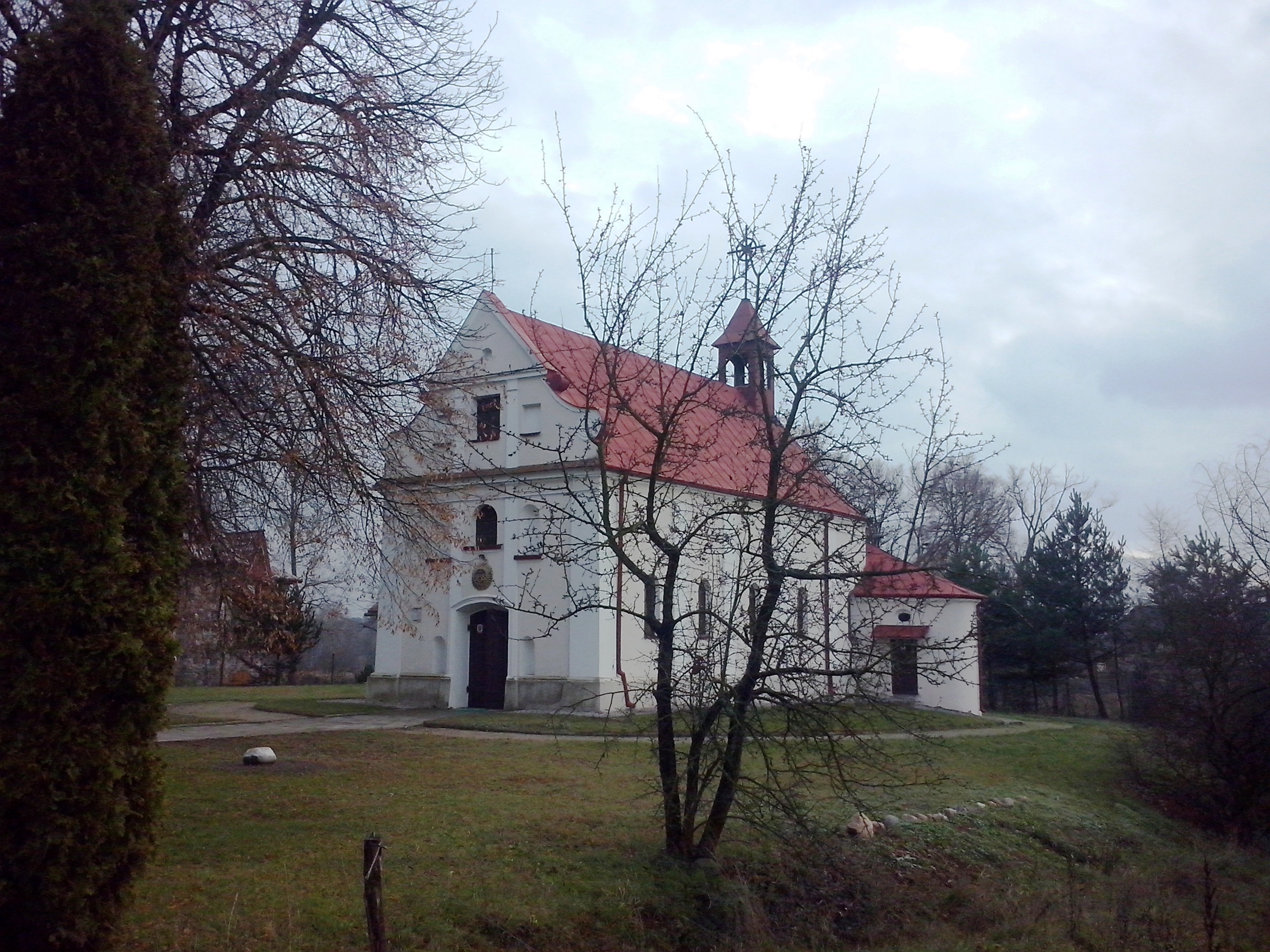
Kościół filialny Św. Stanisława Kostki w Kacicach

Liczba parafian: ok. 3660  

## Duszpasterze

### Proboszczowie
- ks. kan. Zdzisław Bartosik (1982–1989)
- ks. kan. Stanisław Czyż (1989–1997)
- ks. kan. Józef Gawlik (1997–2017)[1]
- ks. kan. dr Janusz Kochański (od 2017)